# Pietro Mastri

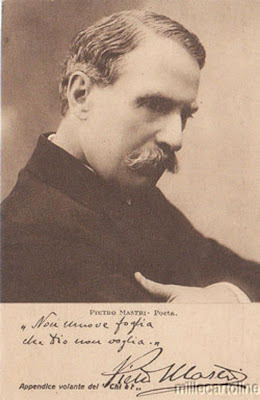
Pietro Mastri su cartolina, 1910-1920 circa

Pietro Mastri, pseudonimo di Pirro Masetti (Firenze, 24 aprile 1868 – Cava de' Tirreni, 20 febbraio 1932), è stato un poeta e avvocato italiano.

## Biografia
Poeta, trasse dal Pascoli, che era suo padrino di Cresima, modulazioni e movenze esteriori, più sensibili, naturalmente, nelle poesie giovanili; ma ebbe uno sviluppo interiore assolutamente indipendente. Fu un nobile spirito, profondamente sincero, tormentato dal bisogno di spiegarsi in alcun modo il destino degli uomini e il perché delle cose, finché non conquistò una sua melanconica serenità, ritrovata la fede religiosa.
La sua opera poetica rispecchia le varie fasi della sua anima, dalla desolazione delle rime di Aneliti (Lo specchio e la falce, Milano 1907) alla fiducia di Ora e sempre delVecchio padron di tartana (Ultimi canti, ivi 1933). Gli affetti domestici vi hanno larga e tenera eco. Tuttavia in quella nobile storia di un'anima, sono piuttosto rari i momenti felici di abbandono, in cui l'autobiografia si trasformi in schietta poesia. Fu anche critico fine e buon conoscitore delle letterature straniere. Fu uno dei fondatori del Marzocco. Oltre alle raccolte citate, cfr.: L'arcobaleno (Bologna 1900); La meridiana (Firenze 1920); La fronda oscillante (ivi 1923); La via delle stelle (Milano 1927). Scritti critici: Su per l'erta (Bologna 1903); Il giovane e l'Altro (Ferrara 1920). Un dramma: La casa alle tre vie (Milano 1926).
Fu un attivo collaboratore del Marzocco e della Vita Nuova tra il 1890 ed il 1900, scrittore di poesie, fu un poeta scontroso ma delicato, ha subito nei suoi scritti le influenze del Pascoli. È stato comunque molto vicino a Diego Garoglio e a Enrico Corradini. La vita del poeta era molto triste ma allo stesso tempo emozionante, ma nessuno sapeva ciò che provava. La madre e il padre li aveva perduti, quindi la sua ispirazione è venuta come all'improvviso. Il Pascoli lo ha aiutato molto insegnandogli l'arte della poesia e della scrittura anche se svolgeva il lavoro d'avvocato. Ora si ricorda come un grande poeta pieno di ispirazioni.
La morte lo colse nel sonno, mentre si trovava a Cava de' Tirreni, ospite nella casa di un cugino di secondo grado.

## Opere
- L'arcobaleno 1900
- Su per l'erta, 1903
- La meridiana, 1920
- La via delle stelle, 1927
- Lo specchio e la falce
- La fronda oscillante
- Ultimi canti
- Nevicata
- Messa di mezzanotte